# Mari Jaia
Mari Jaia o Marijaia (del basc, Senyora de les Festes) és un personatge fictici, icona o símbol de la Setmana Gran de Bilbao (Aste Nagusia). Va ser dissenyada per la pintora i gravadora Mari Puri Herrero per encàrrec de la Comissió de Festes, presentada el 19 d'agost de 1978 després de cinc dies de treball.
Herrero va concebre aquest personatge com una dona d'aspecte tradicional basc, amb vestidures rurals i mocador al cap. El seu rostre és còmic, de trets prominents i rosat. En senyal d'optimisme i ball, porta els braços enlaire.
Seguint el disseny d'Herrero, cada any s'elabora un exemplar de Marijaia a gran escala, a la manera dels antics gegants i capgrossos. L'inici de les festes, el dissabte següent al 15 d'agost, el marca la lectura del pregó per part del pregoner/a i el llançament del txupin (coet) per part de la txupinera des d'un balcó de l'Arriaga Antzokia. Instants després apareix al balcó la gran Mari Jaia, que presidirà l'Aste Nagusia o Setmana Gran de Bilbao. L'últim dia és cremada a la plaça de l'Arriaga Antzokia, marcant el final de nou dies de festa, tot i que des de l'any 2009, la «crema de la Marijaia» no es fa a la plaça de l'Arriaga, sinó que és cremada mentre fa un passeig per la ria a manera de comiat.
Des de 1997, Mari Jaia té una cançó pròpia, anomenada «Badator Marijaia» (Ja arriba la Mari Jaia), composta per Kepa Junkera (música) i Edorta Jimenez (lletra).
El 2018, es va afegir a Mari Jaia adhesiu amb el missatge «EZ BETI DA EZ / NO ES NO» contra els atacs sexistes.

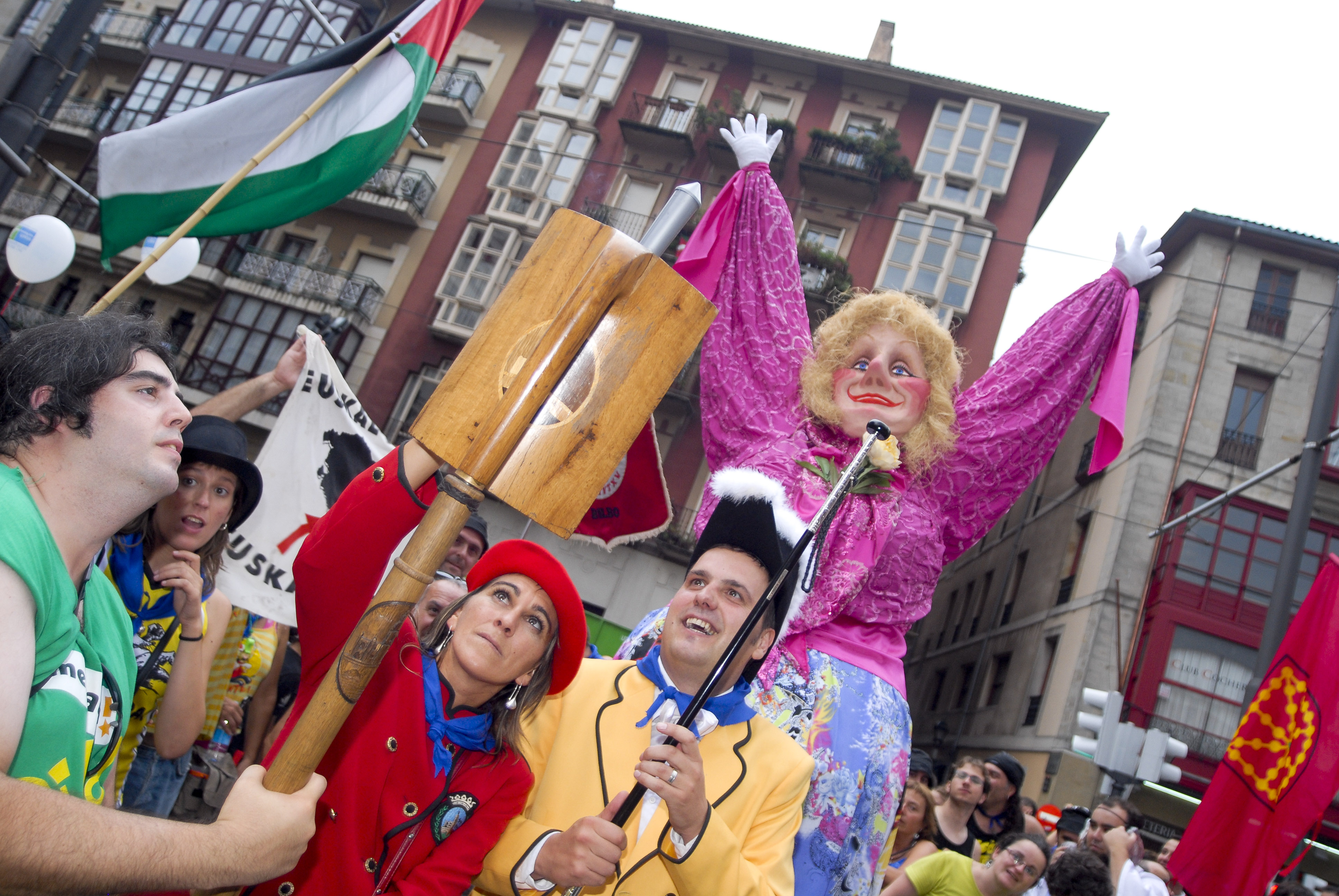
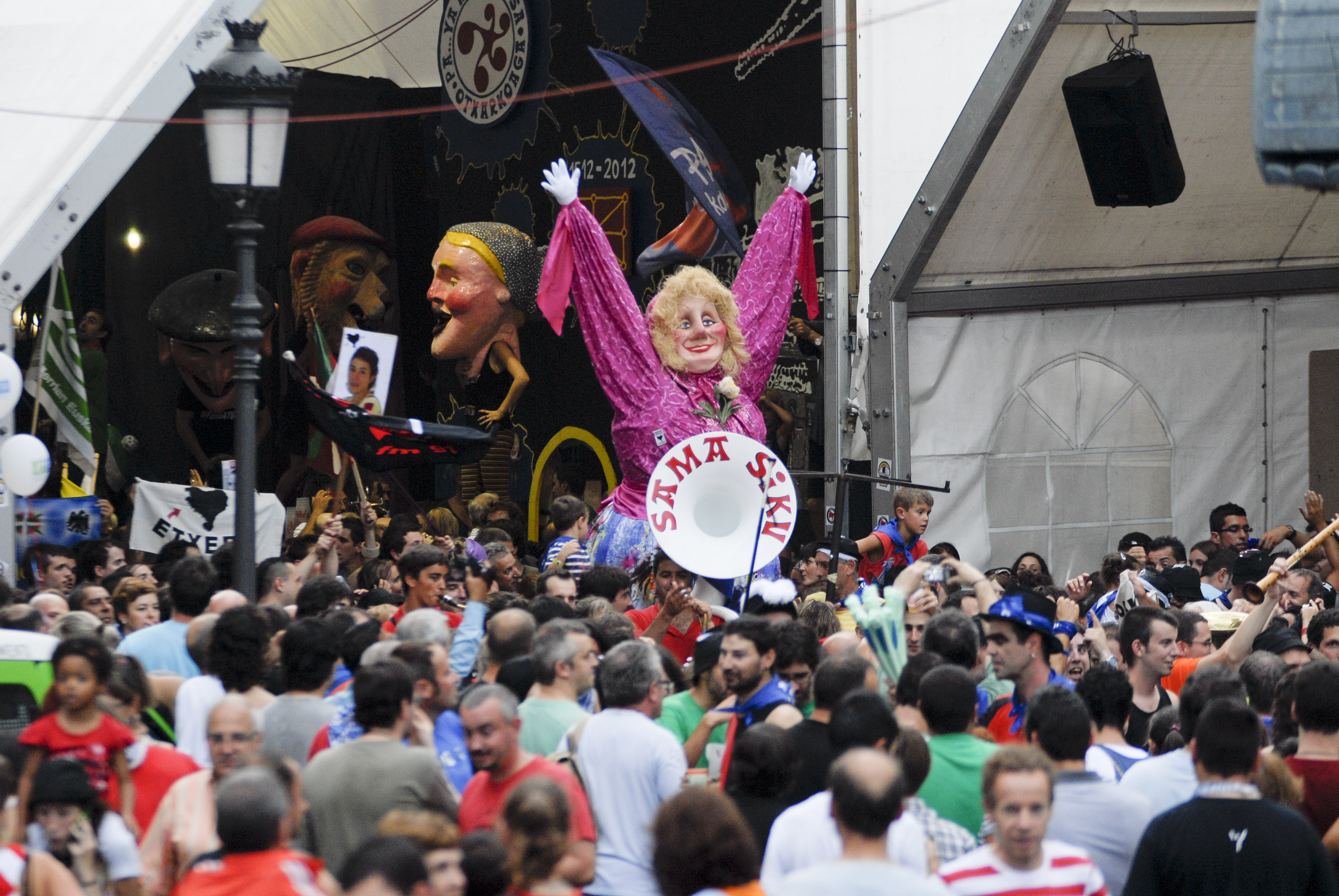
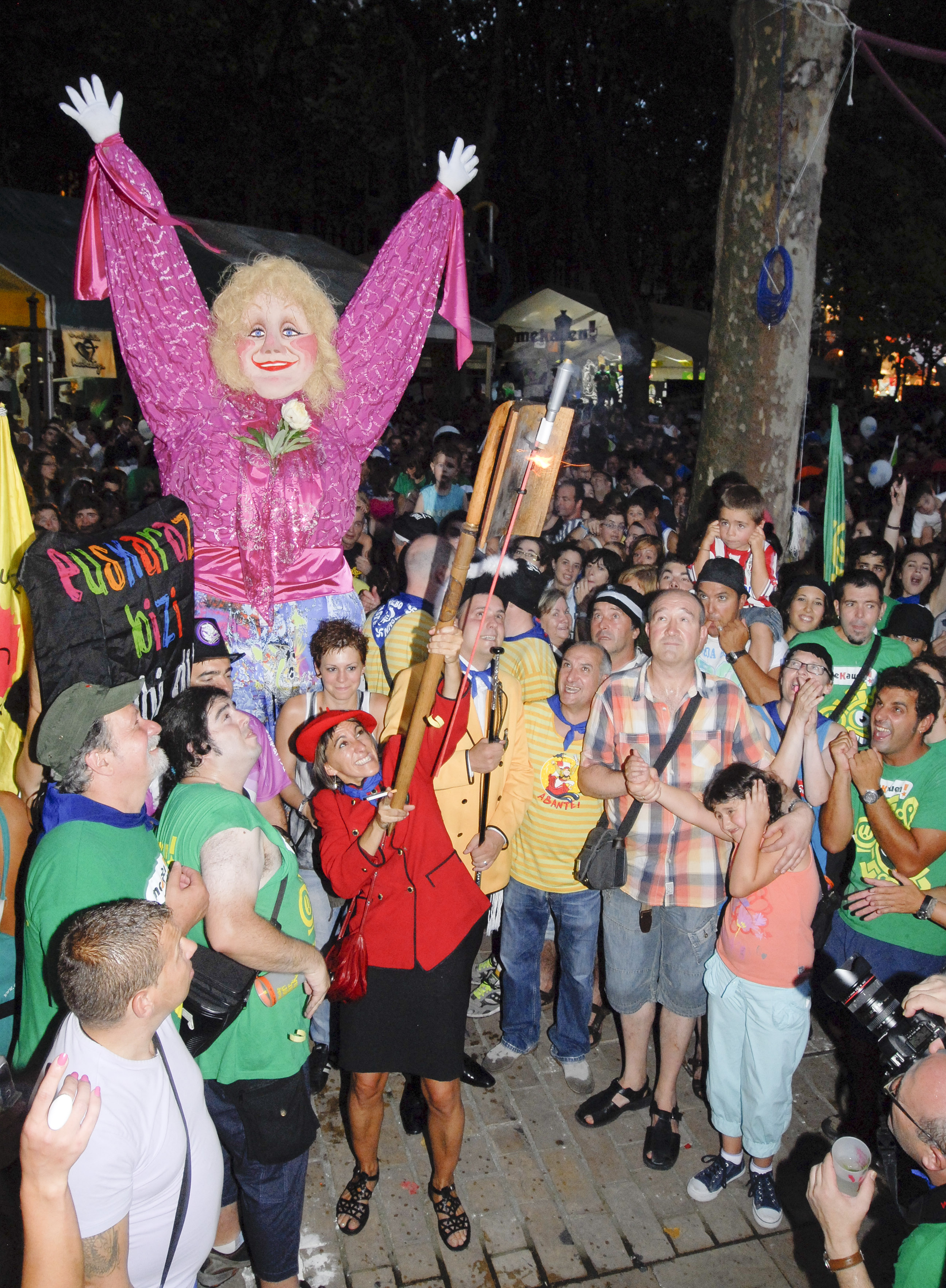